# Trichobaptria obscurior
Trichobaptria obscurior là một loài bướm đêm trong họ Geometridae.